# Kodokan goshin-jutsu
Kodokan goshin jutsu é um kata do judô com técnicas de defesa pessoal.
É o kata mais recente oficialmente reconhecido pelo Kodokan, criado por um grupo de trabalho em 1956. Incorpora técnicas do aiquidô através da forte influência de Kenji Tomiki.
Consiste de várias técnicas de defesa pessoal contra ataques desarmados, ataques com faca, ataques com bastão e ataques com pistola.

## Técnicas

### Contra ataques sem arma
- Sendo agarrado
  - Ryote-dori (Agarramento das duas mãos)
  - Hidari-eri-dori (Agarramento da lapela esquerda)
  - Migi-eri-dori (Agarramento da lapela direita)
  - Kataude-dori (Agarramento de uma mão)
  - Ushiro-eri-dori (Agarramento posterior da gola)
  - Ushiro-jime (Estrangulamento pelas costas)
  - Kakae-dori (Agarramento pelas costas)
- À distância
  - Naname-uchi (Ataque inclinado)
  - Ago-tsuki (Soco para cima)
  - Gammen-tsuki (Soco direto no rosto)
  - Mae-geri (Chute frontal)
  - Yoko-geri (Chute lateral)

### Contra ataques armados
- Adaga
  - Tsukkake (Estocada)
  - Choku-tsuki (Estocada direta)
  - Naname-tsuki (Estocada inclinada)
- Bastão
  - Furi-age (Ataque ascendente)
  - Furi-oroshi (Ataque descendente)
  - Morote-tsuki (Estocada com as duas mãos)
- Pistola
  - Shomen-zuke (Pistola pela frente)
  - Koshi-gamae (Pistola pelo lado)
  - Haimen-zuke (Pistola pelas costas)